# Møntmestergården

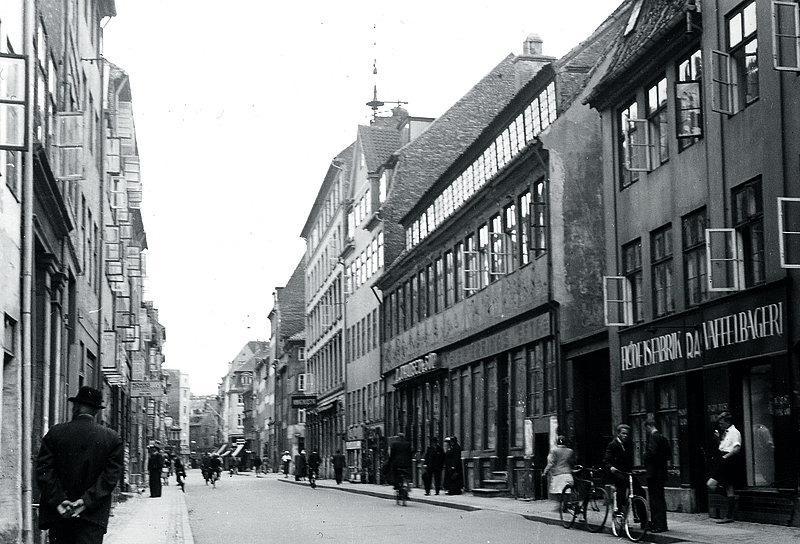
Møntmestergården vid Borgergade, omkring 1930

Møntmestergården är en dansk byggnad från senare delen av 1600-talet, som ursprungligen uppfördes vid Borgergade i Ny-Köpenhamn i Köpenhamn och nu finns i restaurerat skick i Den Gamle By i Århus.

## Historik
Møntmestergården uppfördes i korsvirke 1683 vid Borgergade 25 av den kunglige myntmästaren Gregorius Sessemann som en praktfull privatbostad. Sessemans bodde i bottenvåningen, medan första våningen var en paradvåning. Fram till 1752 bodde hans efterföljare som myntmästare och deras familjer i huset. 
Huset moderniserades under 1700-talet av myntmästarfamiljen Wineke. Därvid målades huset, så att det såg ut som ett stenhus. År 1720 byttes de då omoderna utvändiga trapporna och svalgångarna mot en elegant invändig barocktrappa. Den konstnärliga utsmyckningen av rummen genomfördes på 1760-talet. Vid mitten av 1700-talet var huset som förnämligast, och den senare restaureringen runt sekelskiftet 1900/2000 gjordes också med denna tidsepok som utgångspunkt.
Murarmästaren Brandemann ägde Møntmestergården 1767-1803 och gjorde då om utsmyckningen efter den tidens rokokostil. Senare omfattande ombyggnader skedde från början av 1800-talet för att huset skulle kunna inhysa flera invånare. I det sammanhanget putsades korsvirket över och revs burspråket. På bottenvåningen inrättades butikslokaler.

## Restaureringen
Under senare delen av 1800-talet förslummades Borgergade och 1938 ansåg Indenrigsministeriet att området var hälsovådligt. 
I den hårda saneringen av Ny–Köpenhamn under 1900-talet räddades Møntmestergården efter en insats av Københavns Bymuseums chef Christian Axel Jensen. År 1944 dokumenterades den och togs ned i bitar, med tanke på att uppföras i en köpenhamnsk variant av friluftsmuseet Den Gamle By i Århus. Husets delar magasinerades i ett skjul på  Vestre Kirkegård, men planerna på ett friluftsmuseum kom inte att realiseras. År 1995 övertogs husdelarna av Den Gamle By i Århus.
Byggnaden återuppfördes i Århus och restaurerades fram till 2009 till det skick den hade under andra delen av 1700-talet i barock- och rokokostil.

## Bildgalleri

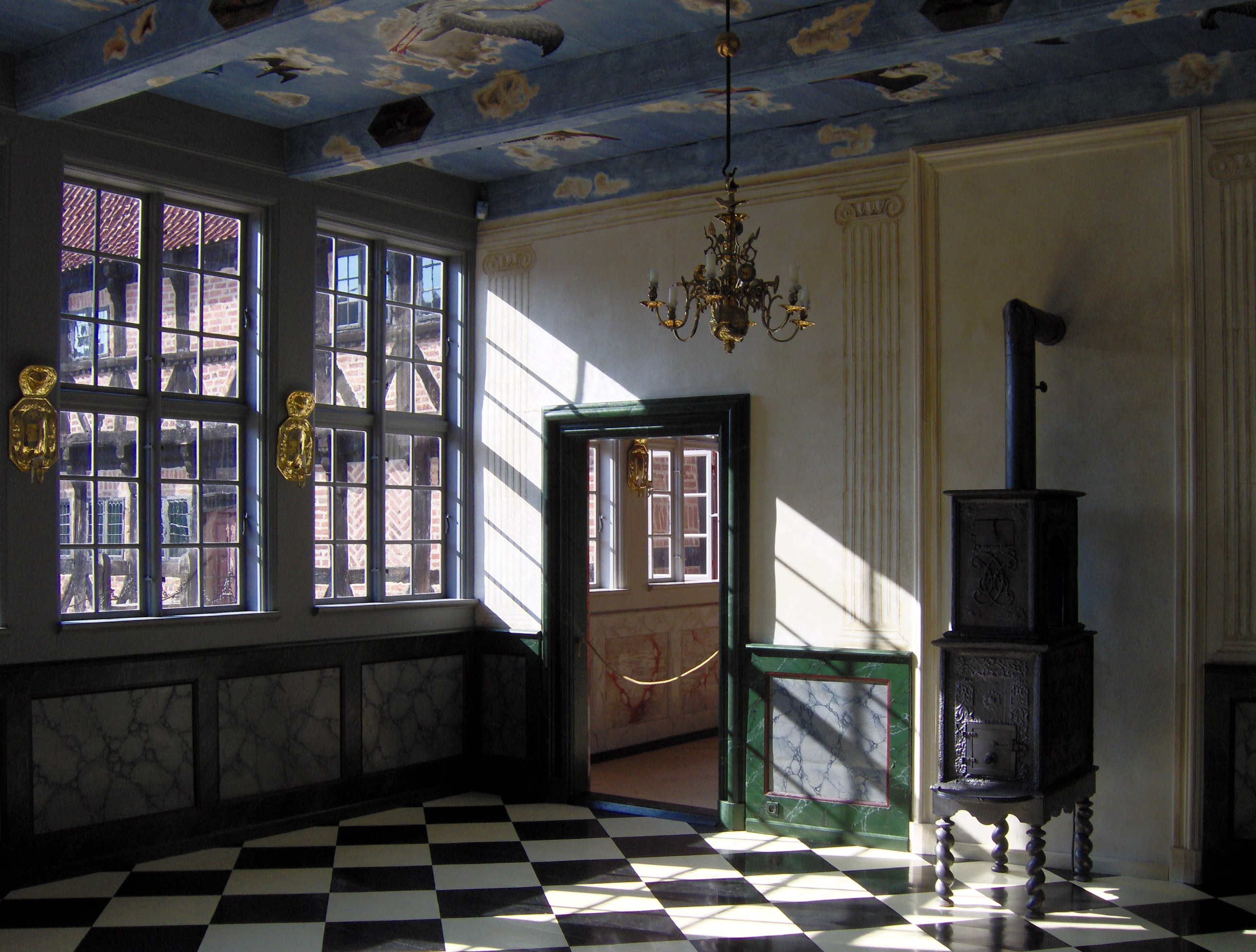
Fugleloftsalen
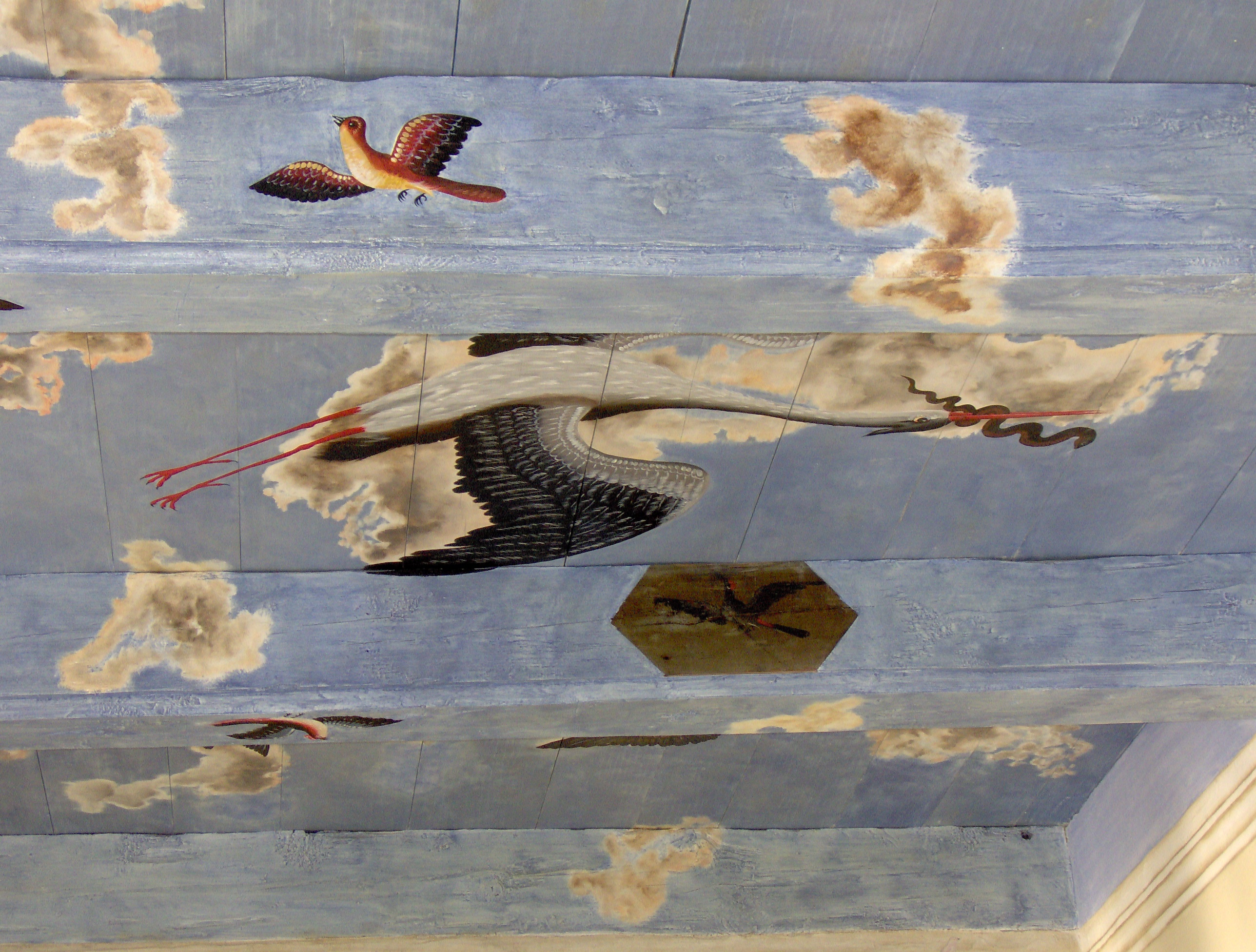
Takmålningar Fugleloftsalen
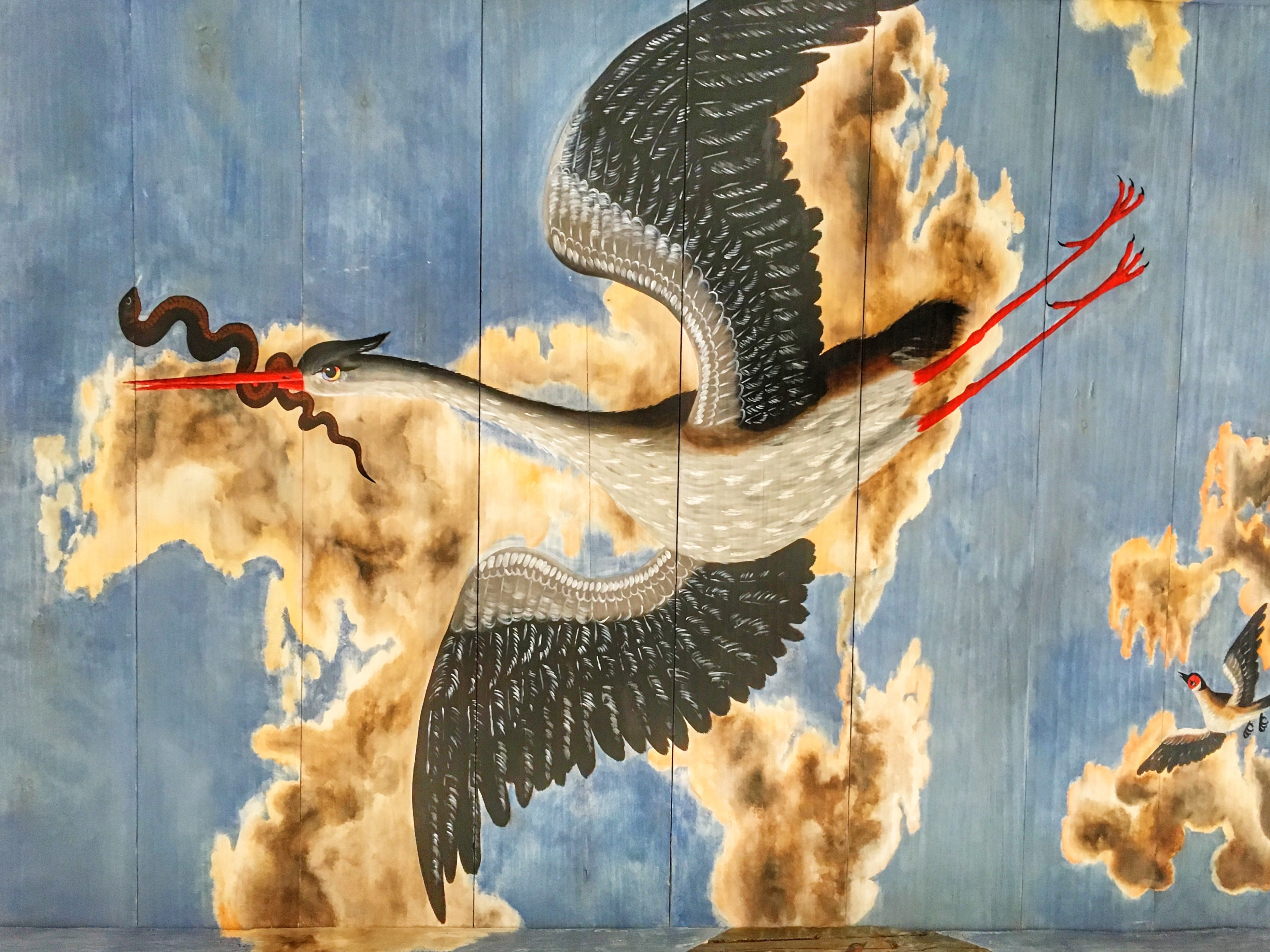
Detalj av målning i Fugleloftsalen
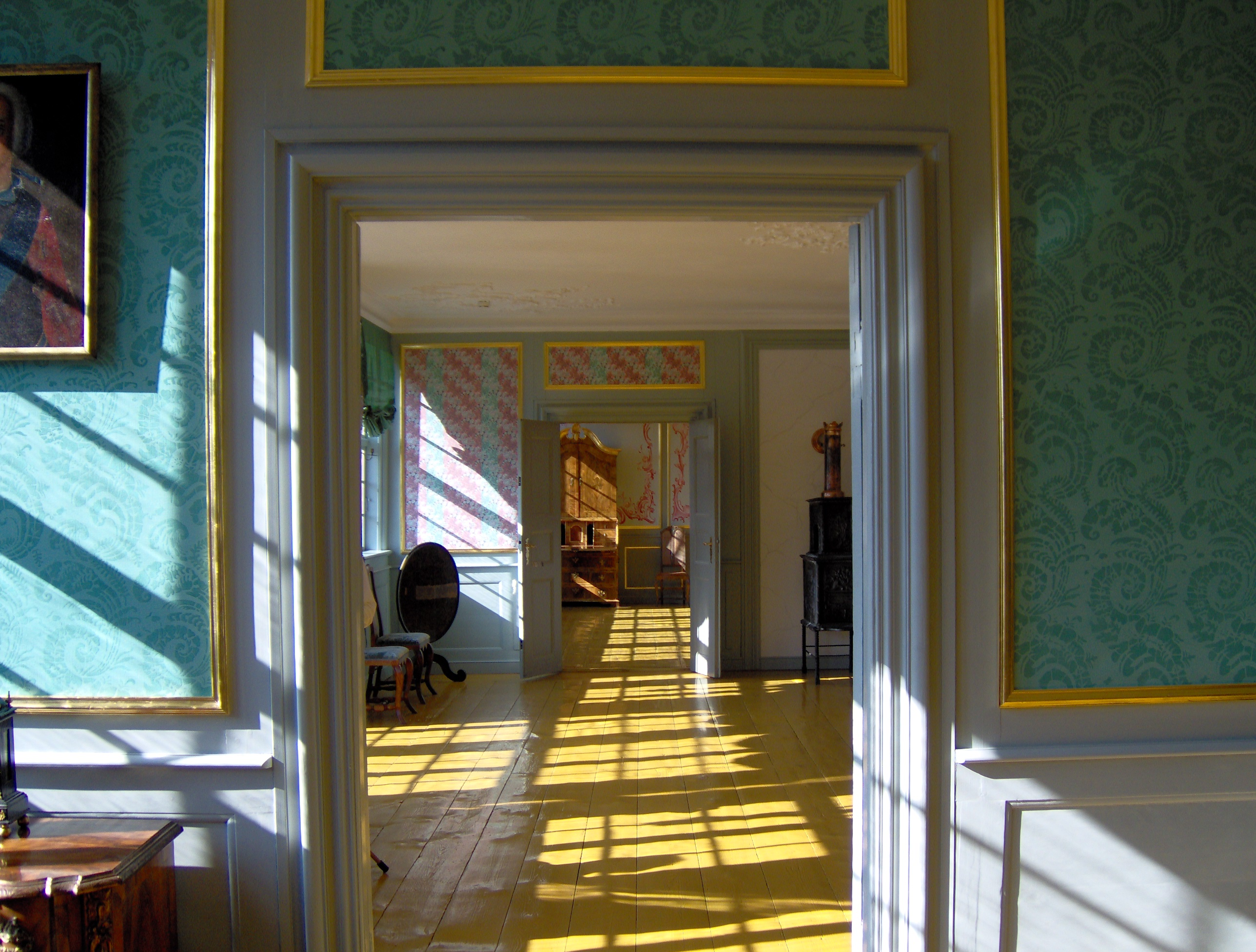
Första våningen
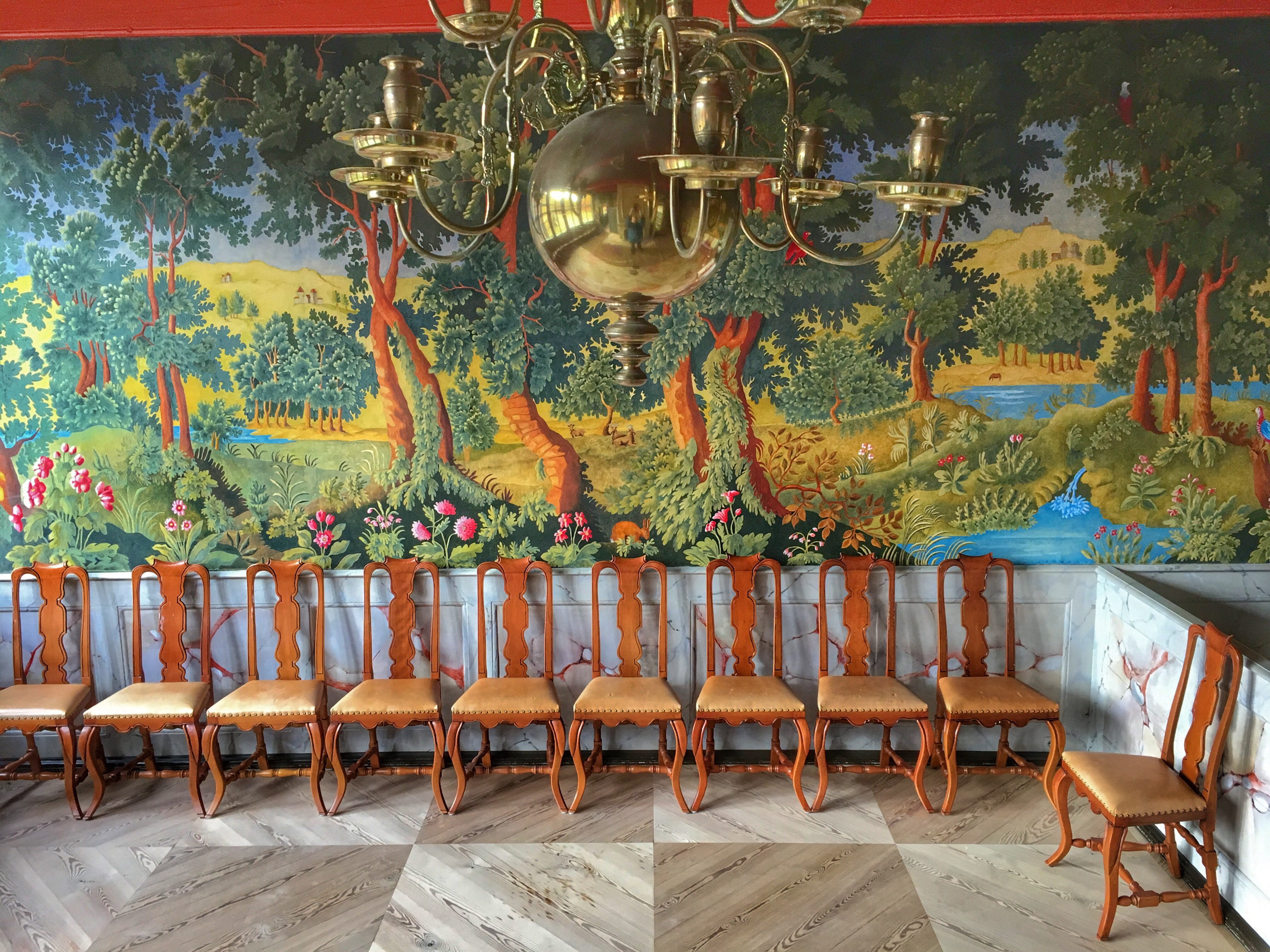
Sal på första våningen
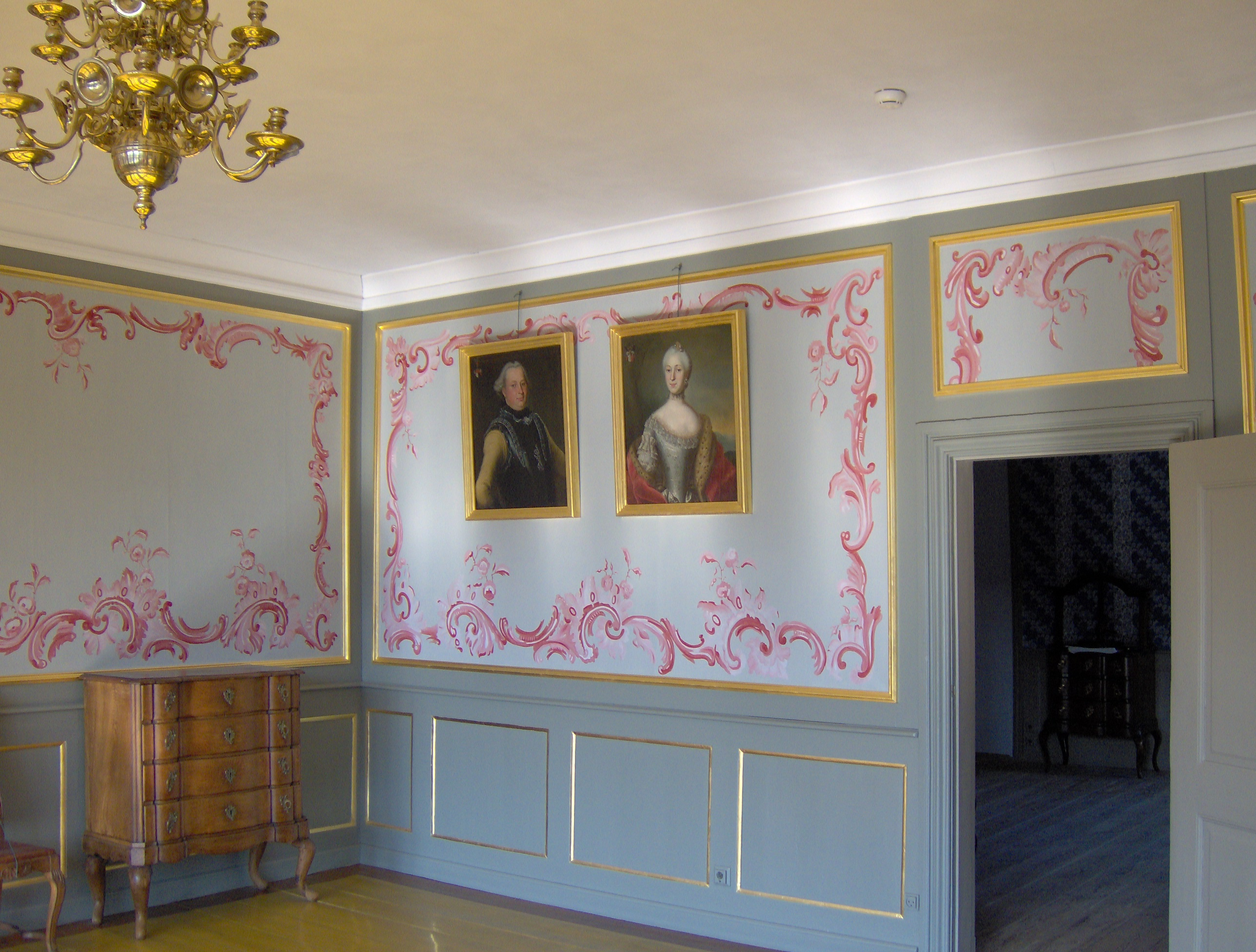
Den bakre salen på första våningen
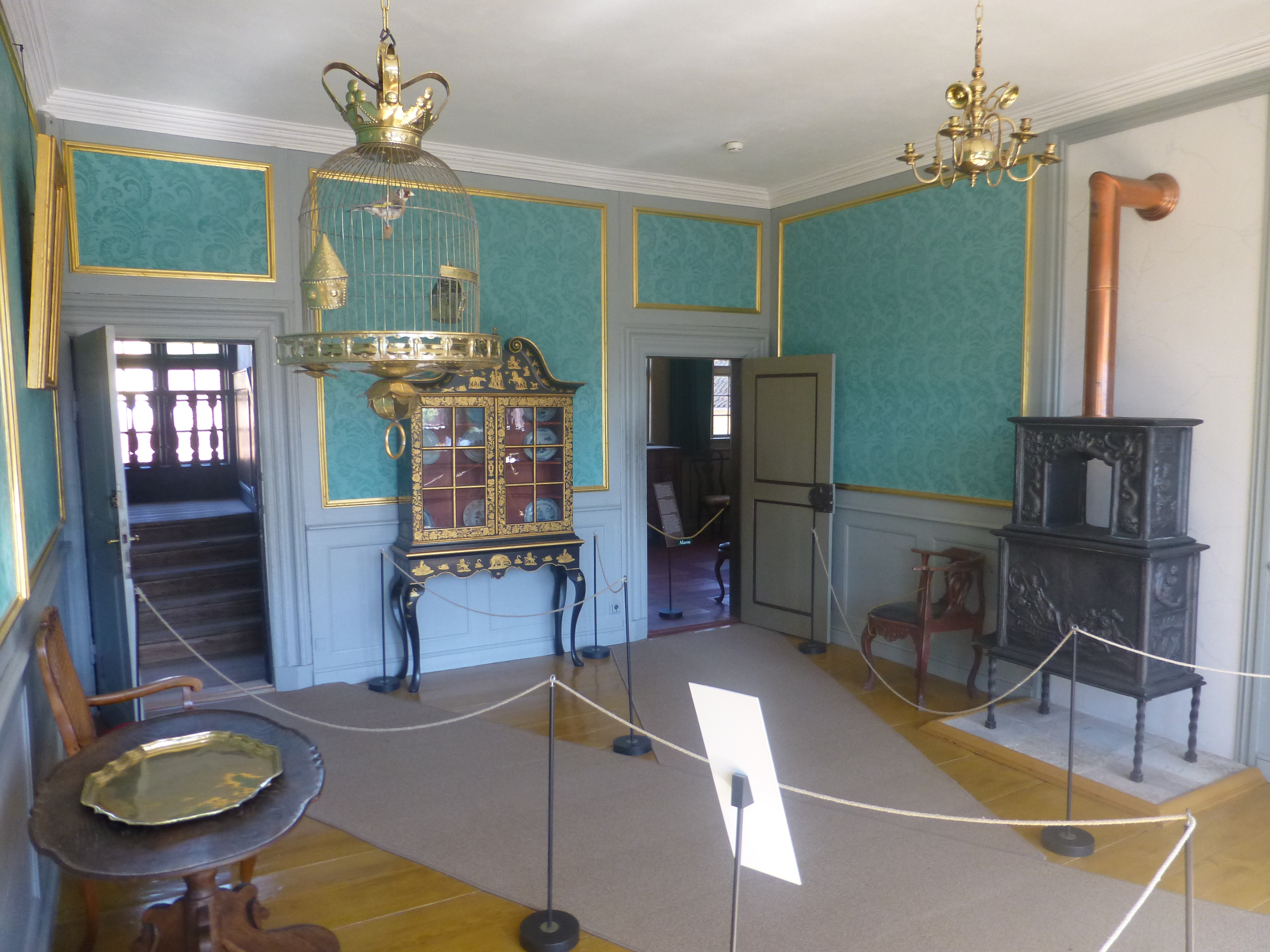
Boudoiren
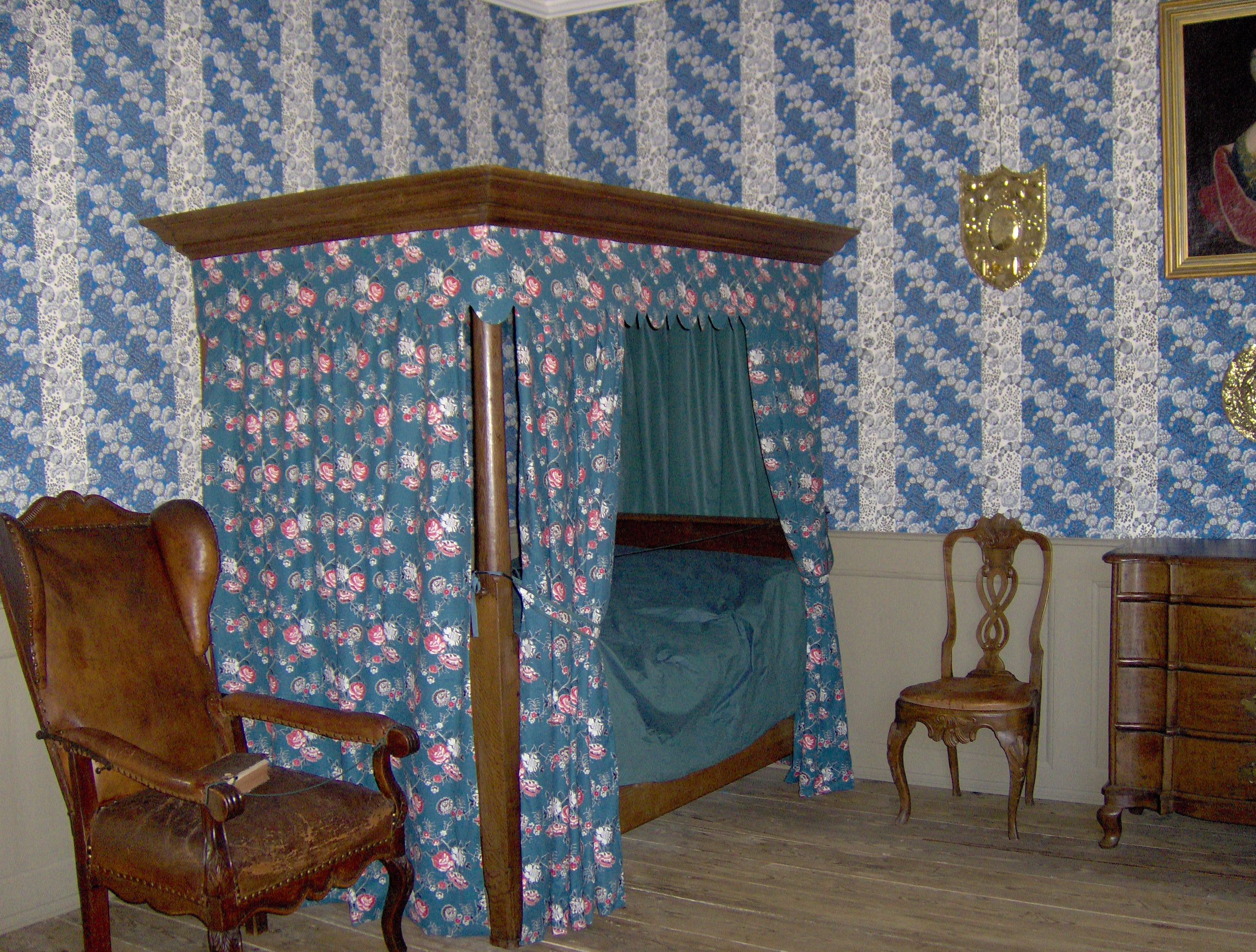
Opholdsstuen i första våningen
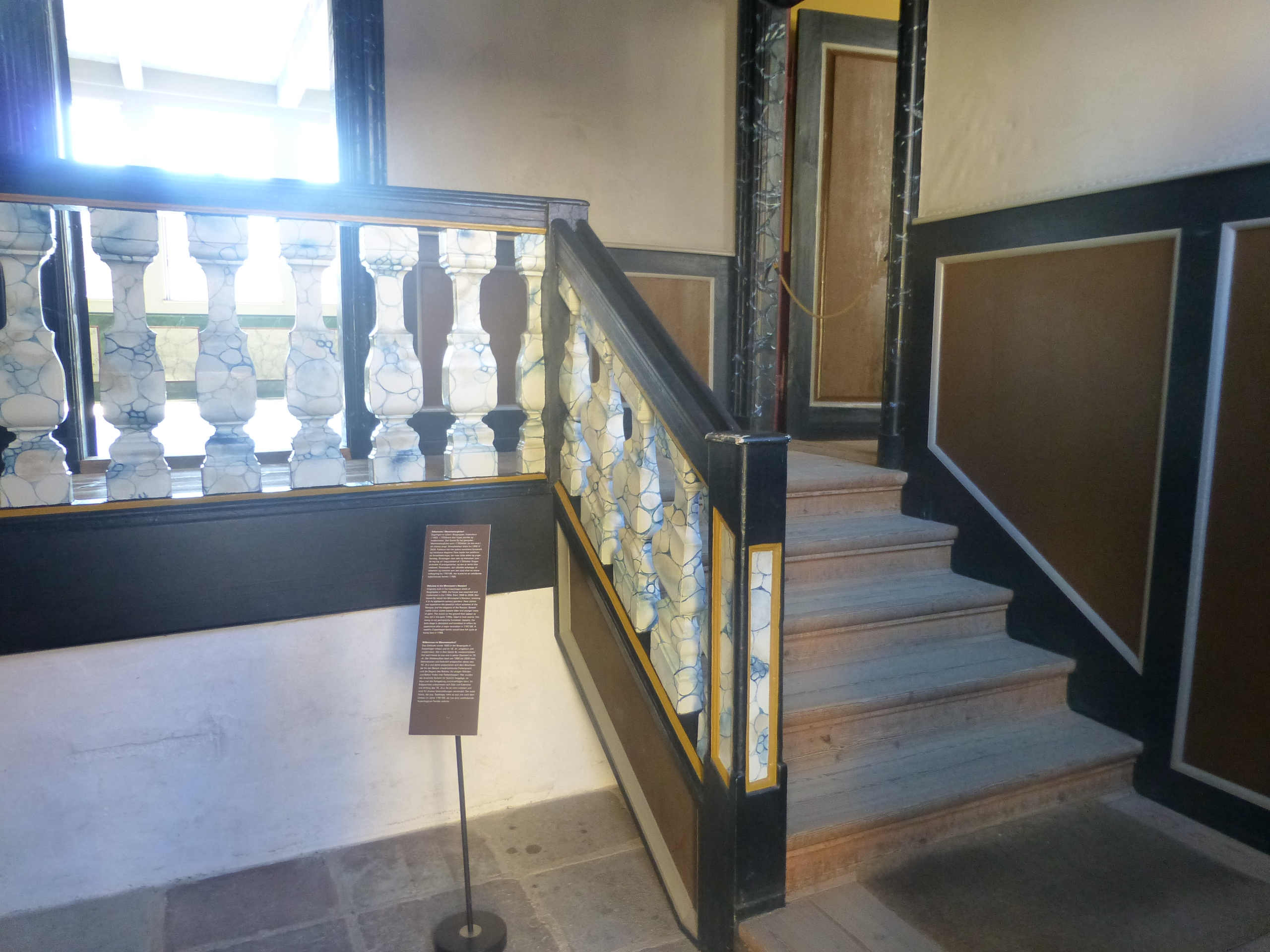
Den så kallade italienska trappan